# 井上正夫
井上 正夫（いのうえ まさお、1881年6月15日 - 1950年2月7日）は、日本の新派俳優、映画監督、書家。本名：小坂 勇一。新劇の芸術性と新派劇の大衆性とを兼ね備えた「中間演劇」を提唱した。

## 人物
松山で初舞台を踏み、新派の一座を転々とした後、伊井蓉峰の一座で頭角を現し幹部俳優となる。やがて新派を離れ、新時代劇協会を結成して近代劇の上演に意欲を見せ、連鎖劇も手掛ける。この頃活動写真の『大尉の娘』等で監督・主演し、画期的な技法を用いて映画を芸術的な域に高めた功労者の一人となった。新派に復帰後は大幹部として、優れた性格描写と重厚な演技で活躍。戦中は中間演劇を提唱して井上演劇道場を創設し、多くの俳優を育成したとともに、商業演劇の向上に務めた。1949年（昭和24年）に芸術院会員。著書に自伝『化け損ねた狸』。

## 来歴

### 新派俳優へ
1881年（明治14年）6月15日、愛媛県下浮穴郡大南村（後に下浮穴郡砥部村、現在の伊予郡砥部町大南）中通に父・春吉と母・タイの長男として生まれる。父の春吉は砥部焼仲買人で、砥部座という劇場の支配人でもあった。
1891年（明治24年）、11歳の時に初めて村芝居に出演。尋常小学校卒業後、砥部焼の陶器店へ丁稚奉公させられるが、1895年（明治28年）に家出。翌1896年（明治29年）に大阪で働いていた時に道頓堀角座で成美団の芝居『百万円』を観て俳優を志す。
1897年（明治30年）4月、松山市の新栄座に来演していた新演劇の敷島義団に入り、小坂幸二を名乗って初舞台を踏んだ。ついで矯風会に入り、品川進と改名。1898年（明治31年）には博多で酒井政俊一座に加わり、井上政夫の名で舞台に立つ。その後幾つかの劇団を転々とする内に高田実の知遇を得、1902年（明治35年）に京都の村田正雄一座に加入。
1904年（明治37年）1月に上京、真砂座の伊井蓉峰一座に加入し、幹部待遇となる。翌1905年（明治38年）、田口掬汀作『女夫波』の橋見秀夫役で人気を得、1906年（明治39年）には島崎藤村作『破戒』の瀬川丑松役に大抜擢された。当時は伊井の真砂座と高田・河合武雄の本郷座がファンの人気を二分しており、真砂座の井上も人気俳優の一人となった。1907年（明治40年）1月、伊井と新富座へ移り、井上正夫と改名する。
1910年（明治43年）11月、新しい演劇を目指して新派劇を離れ、有楽座と契約して新時代劇協会を結成する。第1回公演はバーナード・ショー作の『馬盗坊』で、同協会には小堀誠、立花貞二郎、岩田祐吉、酒井米子らが参加した。旧来の演劇に抗して女優を起用するなど新機軸を打ち出すも、一般大衆の支持を得るにはいたらず、経済的には赤字となり、1911年（明治44年）に3回目の公演をもって解散した。解散後は新派に戻っている。
1913年（大正2年）11月1日、日本初の野外劇『紅玉』（泉鏡花原作）を上演した。

### 映画界へ

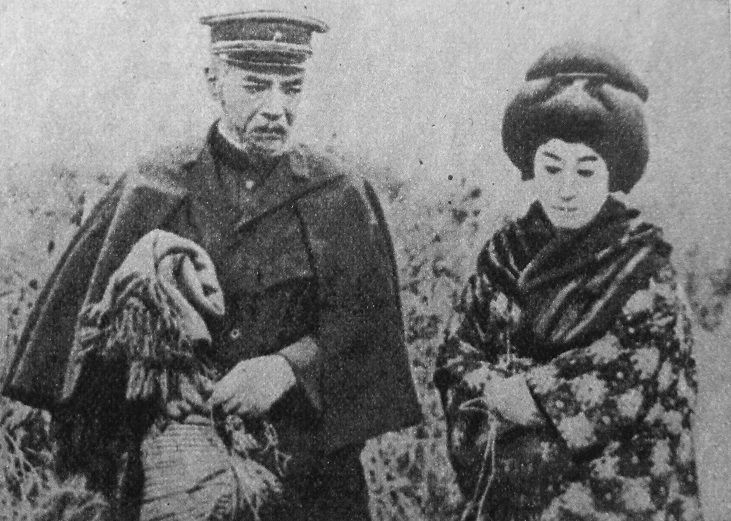
『大尉の娘』（1917年）右は木下吉之助

1915年（大正4年）9月、新派を再び離れて天然色活動写真（略称：天活）と契約を結び、浅草御国座の連鎖劇に出演する。その第1作『搭上の秘密』では初監督を務めた。1916年（大正5年）に天活創立者の小林喜三郎が同社を辞めて小林商会を設立すると、井上も同商会へ引き抜かれ、1917年（大正6年）に連鎖劇の『大尉の娘』『毒草』で監督・主演する。この2作では、クローズアップやカットバック、移動撮影、説明字幕の導入など、当時としては革新的な撮影技法を用い、映画の新時代の扉を開いて純映画劇運動を展開することとなる。
同年、小林商会は倒産し、井上は再び新派に戻る。以後は大幹部俳優となり、1919年（大正8年）に明治座で『酒中日記』を上演し、主人公・大河今蔵の演技で第1回国民文芸会賞を受賞した。
1920年（大正9年）1月、国際活映（略称：国活）が設立されると、小林の懇請で月給4千円という高給で入社。5月に撮影所長の桝本清とともにアメリカ映画界の視察を行い、11月に帰国した。1921年（大正10年）に帰国第1作となる畑中蓼坡監督『寒椿』に主演するが、1922年（大正11年）に国活の没落で松竹蒲田撮影所に移籍し、野村芳亭監督の『地獄船』、牛原虚彦監督の『噫無情』などに主演した。
1923年（大正12年）秋、ヨーロッパを巡遊し、翌1924年（大正13年）7月1日に帰国。1925年（大正14年）7月には日本初のラジオドラマ『大尉の娘』に水谷八重子と共に出演した。1926年（大正15年）、衣笠貞之助監督で新感覚派映画連盟製作の映画『狂つた一頁』に主演。同作は後に海外でも高い評価を受ける作品となった。その後も松竹で数本の映画に出演し、1929年（昭和4年）1月8日には藤野秀夫、岩田祐吉、栗島すみ子、川田芳子、柳さく子らと大幹部に昇格した。
1932年、台詞が覚えられず松竹社長大谷竹次郎と真山青果に遺書を遺して服薬自殺を図ったが、マネージャーの蜂野豊夫が薬を吐き出させて一命をとりとめた。

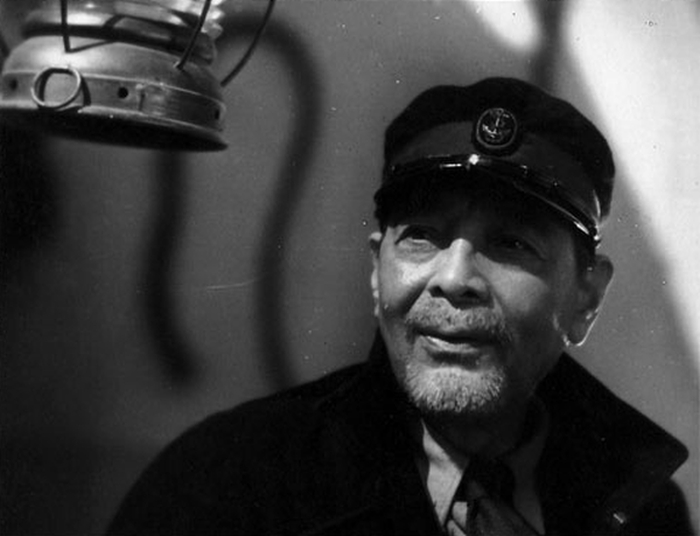
『十日間の人生』（1941年）

1936年（昭和11年）、新派と新劇の「中間演劇」を唱え、「一生最後の仕事として、自分のよき後継者を育て上げたい」として井上演劇道場を設立し、芸術的な大衆演劇を上演する一方、後進の育成に努めた。久板栄二郎作『断層』、三好十郎作『彦六大いに笑ふ』、北条秀司『華やかな夜景』、八木隆一郎『熊の唄』といった戯曲を上演し、反ナチス劇の『プラーグの栗並木の下』の主演などで好評を博した。道場には岡田嘉子、山村聡、鈴木光枝、松本克平らが所属し、水谷八重子や市川紅梅らが客演。新劇演出家の村山知義、杉本良吉らを起用した。
1938年（昭和13年）、岡田嘉子と杉本がソビエト連邦へ逃避行して井上一座を離脱。水谷も懐妊して女房役が不在となり独立公演がままならなくなった。

### 戦後
1945年（昭和20年）、戦災者慰問のため地元の愛媛県を巡演。1946年（昭和21年）1月、井上演劇道場を解散し、村山知義、薄田研二らの第2次新協劇団に入団。1948年（昭和23年）からはまた新派の舞台に立ち、水谷八重子と『金色夜叉』で共演した。また、『わが生涯のかがやける日』、『鐘の鳴る丘』といった映画にも出演した。
1949年（昭和24年）、日本芸術院会員に選出される。
1950年（昭和25年）1月、新橋演舞場の新派大合同公演『恋文』で二宮新吾を演じたのが最後の舞台となる。同年2月7日午前8時、静養先の湯河原向島園で心臓麻痺のため死去。69歳没。2月15日に築地本願寺で盛大な文化葬が営まれ、没後に勲四等を贈られた。墓所は護国寺と砥部町大南にある。

### 没後
1956年（昭和31年）2月に新橋演舞場で七回忌追慕新派大合同公演、1962年（昭和37年）2月に同劇場で十三回忌追慕公演が行われた。
1966年（昭和41年）2月、地元の砥部町に墓碑が建てられ、十七回忌追悼式が行われた。この模様はNHKで全国放送され、東京のスタジオからは市川翠扇、北条秀司、伊志井寛らが参加した。
1980年（昭和55年）、砥部町で井上正夫生誕百年祭記念事業が行われ、以後2月7日の命日を如月忌として顕彰行事を開催している。

## 人物・エピソード
1930年代頃から活動写真は無声時代から発声トーキーの時代に入り、それまでセリフの必要のなかった俳優たちは、セリフを喋らなくてはならなくなり、業界は大恐慌をきたした。悪声であったり、訛りの強い者たちは人気を落とし、また業界から去らなくてはならなくなった。現代では訛りがあろうと声質が悪かろうと、それはその人の持ち味だということになっているが、過渡期においてはそうはいかなかった。
こうした訛りや悪声がやかましく言われなくなったのは、舞台の名優だった井上が出るようになってからである。井上は特徴のある訛りを舞台でも押し通した人で、映画監督の稲垣浩は井上について、「もしこの人が出なかったら阪妻、大河内はトーキーとともに消えていったかもわからない」と述べている。

## 出演映画
- 塔上の秘密（1915年、天活）
- 大尉の娘（1917年、小林商会）
- 毒草（1917年、小林商会） - お源 役
- 寒椿（1921年、国活） - 戸畑伍助 役
- 地獄船（1922年、松竹）
- 噫無情（1923年、松竹） - ジャン・バルジャン 役
- 大地は微笑む（1925年、松竹）
- 大楠公（1926年、松竹） - 楠正成 役
- 狂った一頁（1926年、新感覚派映画連盟） - 小使 役
- 道呂久博士（1928年、松竹） - 矢部道呂久 役
- 民族の叫び（1928年、松竹）
- 森の鍛冶屋（1929年、松竹） - 池田恭助 役
- 情熱の一夜（1929年、松竹） - 船長 役
- 大尉の娘（1936年、新興キネマ） - 森田慎造 役
- 十日間の人生（1941年、松竹） - 船長 役
- わが生涯のかがやける日（1948年、松竹） - 戸田光政 役
- 鐘の鳴る丘（1949年、松竹） - 加賀見勘造 役
- 帰国（ダモイ）（1949年、新東宝） - 小宮勝蔵 役

## 文献
- 『化け損ねた狸』右文社、1947年 - ※1980年に井上正夫生誕百年祭実行委員会により再刊
- 『井上正夫遺墨集』井上正夫会事務局、1980年
- 内田礼子『一女優の歩み　井上正夫・村山知義・薄田研二の時代』影書房、1993年 - 著者は薄田研二夫人
- 上田雅一『舞台大変　名優井上正夫伝』創風社出版、1993年

## 顕彰施設

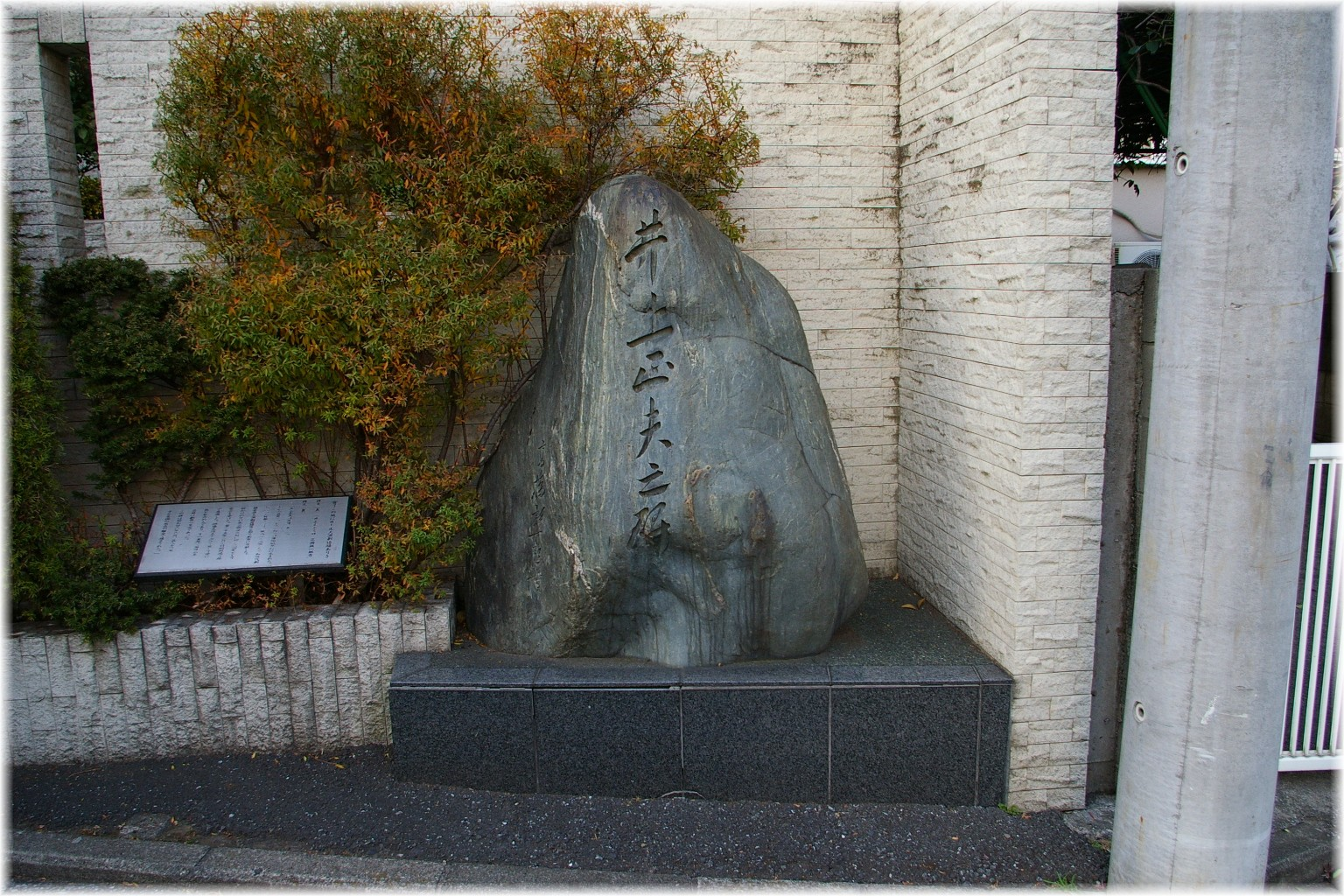
井上正夫之碑

1951年（昭和26年）10月、横浜市港北区日吉台にある旧邸内に井上正夫之碑（いのうえまさおのひ）が建立された。揮毫は高橋誠一郎によるもので、碑文には「嘗てこの地に井上正夫演劇道場ありき」と記されている。始めは数平方メートルの碑石のある用地であったが、現在は住宅の壁面に収まる形で設置されている。
1953年（昭和28年）5月には松山市駅前に高さ2メートルほどの胸像「井上正夫の像」が建てられた。松山市駅前市内電車乗り場にあった胸像については、駅前再開発のため、命日に合わせて2025年（令和7年）2月7日に砥部町の衝上断層公園に移設された。
なお、砥部町拾町の真砂家敷地内に「井上正夫記念館」があったが砥部町文化会館内へ移転した（砥部町文化会館「井上正夫資料室」となっている）。